# Richardson Highway

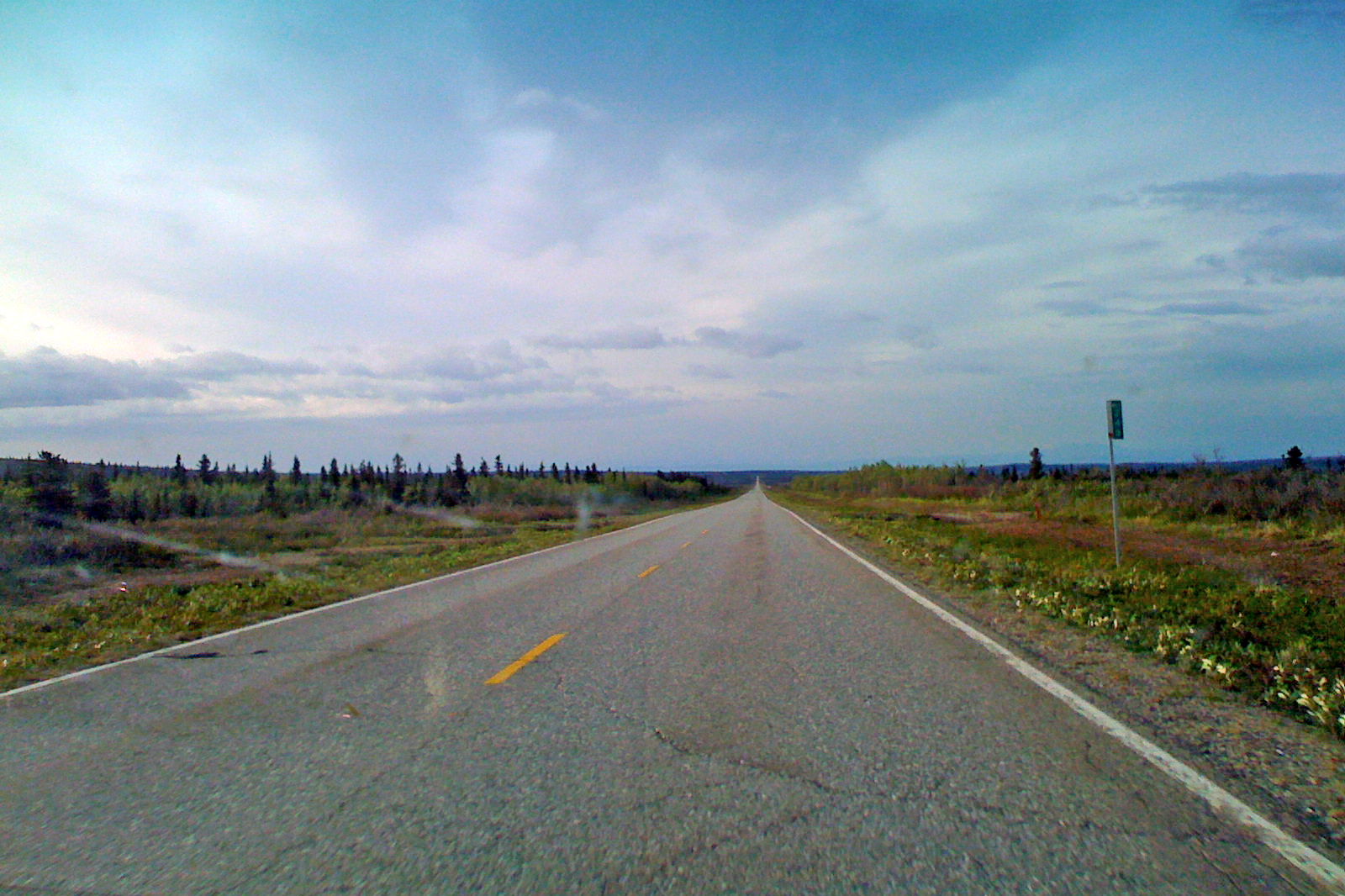
Richardson Highway

Richardson Highway är en landsväg i den amerikanska delstaten Alaska. Den är 562 km lång och går från Valdez till Fairbanks. Den markeras som väg 4 mellan Valdez och Delta Junction och väg 2 därifrån till Fairbanks. Den kopplar också samman delar av Alaska Route 1 mellan Glenn Highway och Tok Cut-Off. Det var den första större vägen som byggdes i Alaska.

## Städer och platser längs vägen
- Valdez
- Gamla Valdez (förstörd i jordbävning)
- Copper Center
- Glennallen (Glenn Highway)
- Gulkana
- Gakona-korsningen (Tok Cut-Off)
- Paxson (Denali Highway)
- Fort Greely
- Delta Junction (Alaska Highway)
- Salcha
- Eielson Air Force Base
- North Pole
- Fairbanks